# Ricardo Ferrero
Ricardo Ferrero, soprannominato "El Oso" (Córdoba, 5 aprile 1955 – 16 novembre 2015), è stato un calciatore argentino, di ruolo portiere.

## Carriera

### Club
Ha giocato in Argentina, Messico e Spagna.

### Nazionale
Con la nazionale argentina ha preso parte alla Copa América 1979.

## Palmarès

### Club

#### Competizioni nazionali
- Campionato argentino: 1

Rosario Central: Nacional 1980